# Marosvásárhelyi református temető

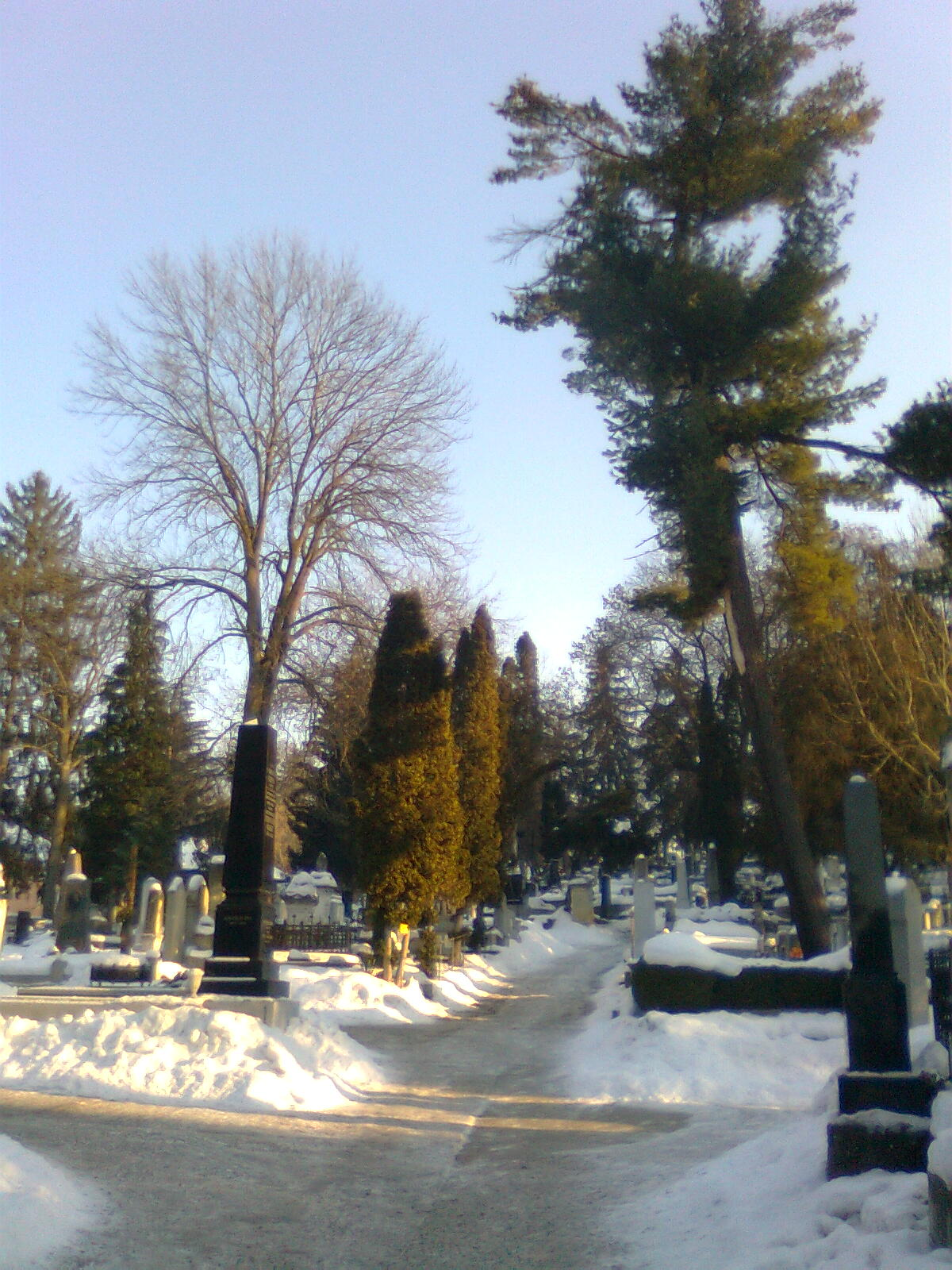
A temető bejárata

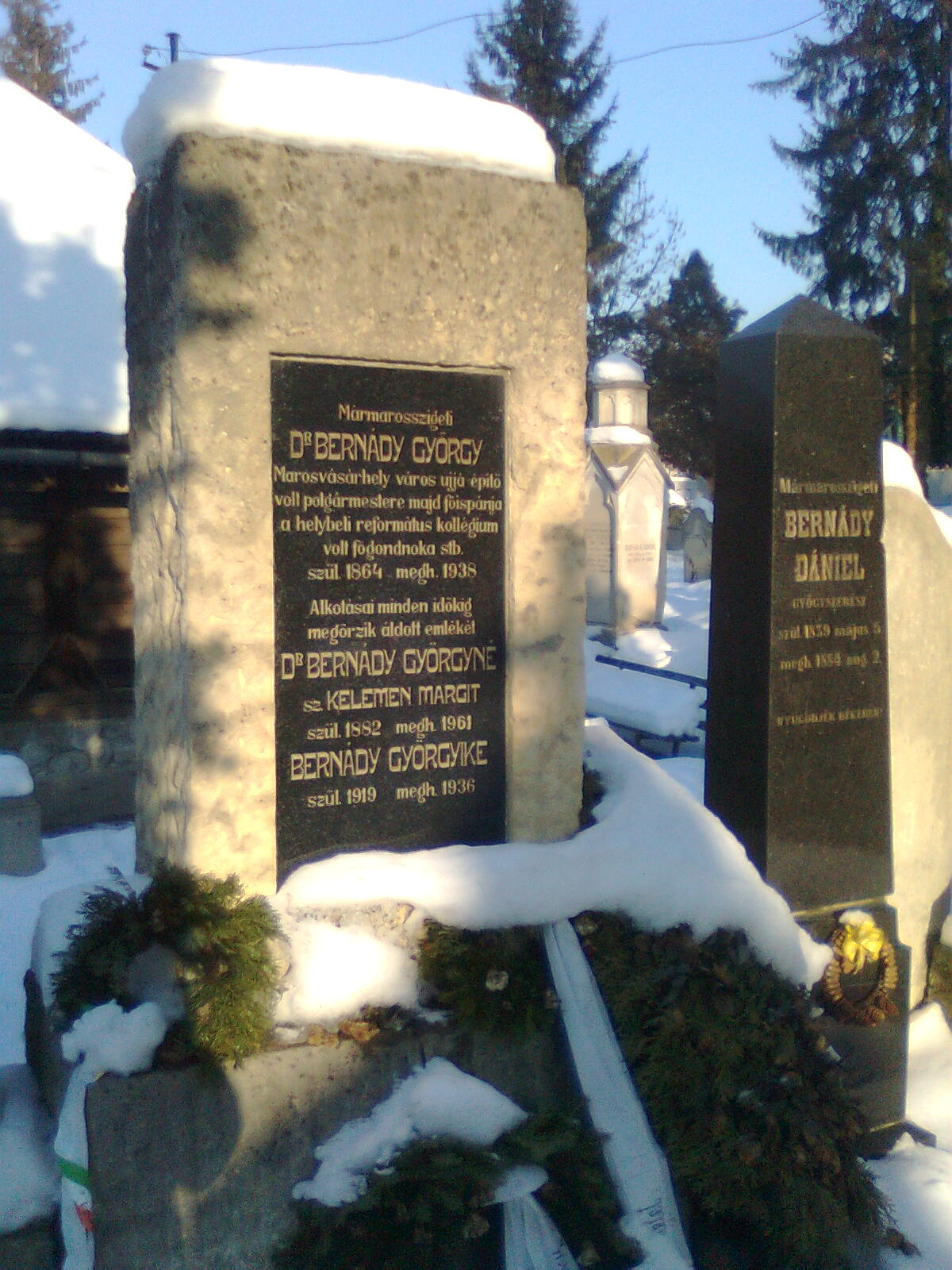
Bernády György polgármester sírja

Csiha Kálmán református püspök sírja

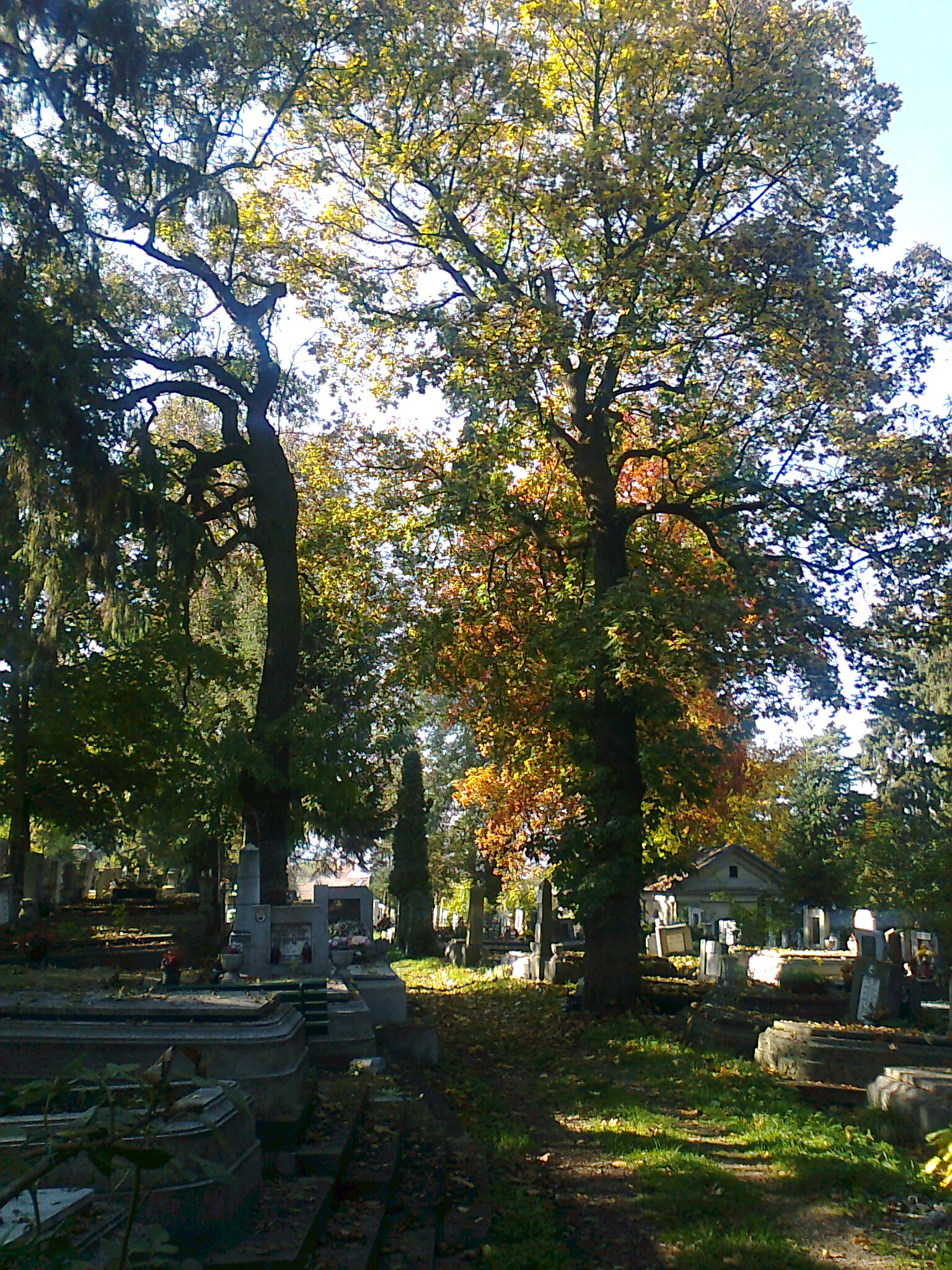
A temető ősszel

A marosvásárhelyi református temető a Maros egyik teraszán, a belvárostól északkeletre, a Somostető oldalán fekszik. Ma a temető területe megközelítőleg hat hektár, tizenhárom parcellára tagolódik 6800 nyilvántartott sírral.
Építészetileg értékes a temető ravatalozója, ami a bejárattól keletre található. 1698-ban épült cserefából, egyetlen vasszeg nélkül, Széki Teleki Mihály kancellár özvegyének, Veér Juditnak az adományából. Kelemen Lajos művészettörténész feljegyzései szerint ez Erdély legrégibb ravatalozója. Bár újjáépítették, megőrződött eredeti mestergerendája, melyen az alábbi szöveg igazolja az adomány és építés időpontját:
ISTENÜNK DICSŐSÉGÉRE TISZTELETIRE AZ NÉHAI NAGY, ÉS BOLDOG EMLÉKEZETŰ MÉLTOSÁGOS UR T:N; SZÉKI TELEKI MIHÁLY UR ÖZVEGYE T:N: VÉR JUDIT ASZSZONY ECCLESIANKHOZ CONFERALT BENEFICIUMÁBOL ÉPITETETt, TISZTELETES HALMÁGYI MIHÁLY URAM BIROSÁGÁBAN 1698. AEDILES GEORGIU TÖKE, & JOHANNES GOBKÖTÖ, ARCHI, JOH, TOHt, GAS, Patoházi, GEOR, KENYERES.
A ravatalozó mellett található a sírkőmúzeum, amely nyolc 17. századi és több 18., illetve 19. századi sírkövet őriz. A 17. századi sírkövek közül kettő latin nyelvű és hat magyar feliratú. A legrégebbi ezek közül a temetőalapító Nagy Szabó Ferenc rokonáé, Nagy Szabó Mihályé, aki 1627-ben hunyt el és aki a város főbírája volt 1616-ban. A sírkövön a város címere is látható.

## Története
Alig egy évvel a szabad királyi városi rang elnyerése után, 1617. január 7-én a város krónikaírója, Nagy Szabó Ferenc egy sírkövet rendelt Kolozsvárról, az előző években elhunyt kisfia számára, melyet saját sírkertjében helyezett el. E terület fölött vásárolt telket a város, ugyancsak temetkezési célra. Nagy Szabó Ferenc lebontatta kerítését, és így a két telek egybeolvadt. A család síremlékei a mai napig megmaradtak, ezek a református temető legrégebbi sírkövei.
A 17. század folyamán a temető átkerült a Református Egyház tulajdonába, és folyamatosan bővült adományok és vásárlások révén.
A Gecse utcai Kistemplom építésekor, a 19. század elején a temetőben található régi sírkövek egy részét beépítették ennek alapjába.
A temetőben számos honvéd katona és tiszt sírja található, akik az 1848-49-es szabadságharcban vettek részt. Emlékmű őrzi a két világháború hősi halottjainak emlékét is.
Jelenleg számos műemlékjellegű vagy művészi értékkel bíró síremlék léte veszélyben forog, mert a temető adminisztrátorai nincsenek tekintettel ezek értékére és fontosságára, és lejárt megváltásúnak nyilvánítottak olyan sírhelyeket is, amelyekben 150-200 éve elhunyt személyek nyugszanak. Legutóbb 2008 őszén történt műemléksírkő rombolás.

## A temetőben nyugvó jelentős személyiségek
- Antal János (1854†) református püspök
- Antalffy Endre (1958†) orientalista
- Aranka György (1817†) író, költő, tudományszervező
- Balogh Éva (1976†) színművésznő
- Barabás Bortnyik Irén (1993†) festőművész
- losonci br. Bánffi Endre (1962†)
- Bedőházi János (1915†) a két Bolyai első életrajzírója
- Bernády György  (1938†) polgármester
- Bolyai Farkas (1856†) és fia, Bolyai János (1860†) matematikusok
- Borsos Tamás (1634†) a város főbírája, várépítő, Bethlen Gábor kétszeres konstantinápolyi nagykövete
- bethleni gr. Bethlen Gábor (1981†)
- Bodolla János (1909†) kir. táblabíró
- Bodolla Ferenc (1943†) ügyvéd
- Csiha Kálmán (2007†) református püspök
- Csontos Olivér (1920†) ügyvéd
- Csorvássy István (1986†)  szobrász
- Dósa Elek (1867†) jogtudós, publicista
- Gecse Dániel (1824†) orvos, az Emberszeretet Intézet alapítója
- Kovásznai Sándor (1730-1792) református lelkész, tanár.
- Kósa Barna (1918–2006) agrármérnök, szakíró
- Sütő András (2006†) író
- Szász Károly (1853†) nagyenyedi tanár, erdélyi reformpolitikus
- Zoltán Aladár (1978†) zeneszerző, karvezető, szakíró, folklorista
- Zsigmond Attila (1999†)  szobrász